# Bánhorváti
Bánhorváti este un sat în districtul Kazincbarcika, județul Borsod-Abaúj-Zemplén, Ungaria, având o populație de 1.474 de locuitori (2011). 

## Demografie
Componența etnică a satului Bánhorváti
     Maghiari (98,38%)
     Romi (1,31%)
     Necunoscut (0,31%)
     Alții (0,31%)
Componența confesională a satului Bánhorváti
     Reformați (42,94%)
     Romano-catolici (32,97%)
     Fără religie (4,14%)
     Greco-catolici (1,09%)
     Necunoscută (18,45%)
     Alte religii (1,9%)
Conform recensământului din 2011, satul Bánhorváti avea 1.474 de locuitori. Din punct de vedere etnic, majoritatea locuitorilor (98,38%) erau maghiari, cu o minoritate de romi (1,31%). Apartenența etnică nu este cunoscută în cazul a 0,31% din locuitori. Nu există o religie majoritară, locuitorii fiind reformați (42,94%), romano-catolici (32,97%), persoane fără religie (4,14%) și greco-catolici (1,09%). Pentru 18,45% din locuitori nu este cunoscută apartenența confesională.